# 余培侠
余培侠（1949年—），男，浙江天台人，中国传媒工作者，曾任中央电视台青少节目中心主任兼少儿频道总监，央视动画有限公司董事长。现任中国动画学会会长。